# Ataköy, Karacasu
Ataköy là một xã thuộc huyện Karacasu, tỉnh Aydın, Thổ Nhĩ Kỳ. Dân số thời điểm năm 2010 là 1.255 người.